# Wiener Zeitung

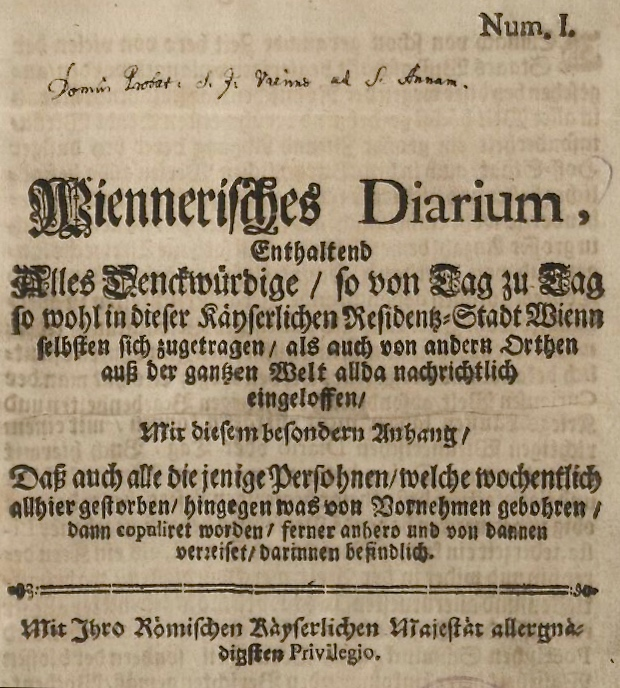
Erste Ausgabe des Wiennerischen Diariums vom 8. August 1703

Die Wiener Zeitung wurde 1703 als Wiennerisches Diarium von Johann Baptist Schönwetter gegründet und war ab ihrer Gründung rund eineinhalb Jahrhunderte lang führend auf dem österreichischen Zeitungsmarkt. 1857 übernahm der österreichische Staat das Blatt. Die letzte gedruckte Ausgabe erschien am 30. Juni 2023. Als älteste bis dahin noch gedruckt erscheinende Tageszeitung der Welt nahm die Wiener Zeitung in der Mediengeschichte Österreichs eine besondere Stellung ein. Seit Juli 2023 erscheint ein Nachfolgeprodukt in digitaler Form.

## Geschichte

### Gründung und Anfangszeit

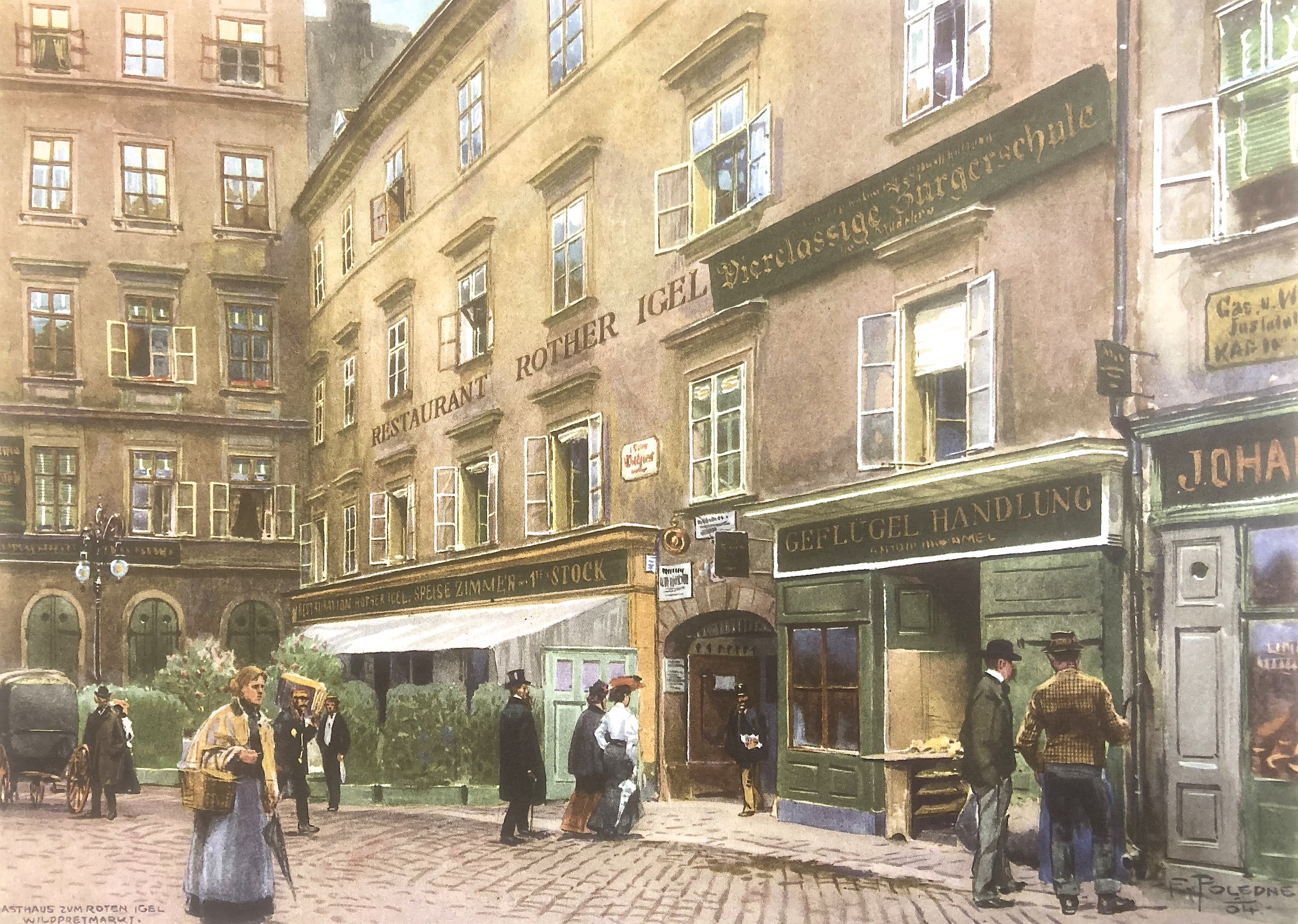
Im ehemaligen Haus „Zum roten Igel“ am Wiener Wildpretmarkt befand sich von 1703 bis 1721 das erste Redaktionslokal, Aquarell von Franz Poledne, 1904

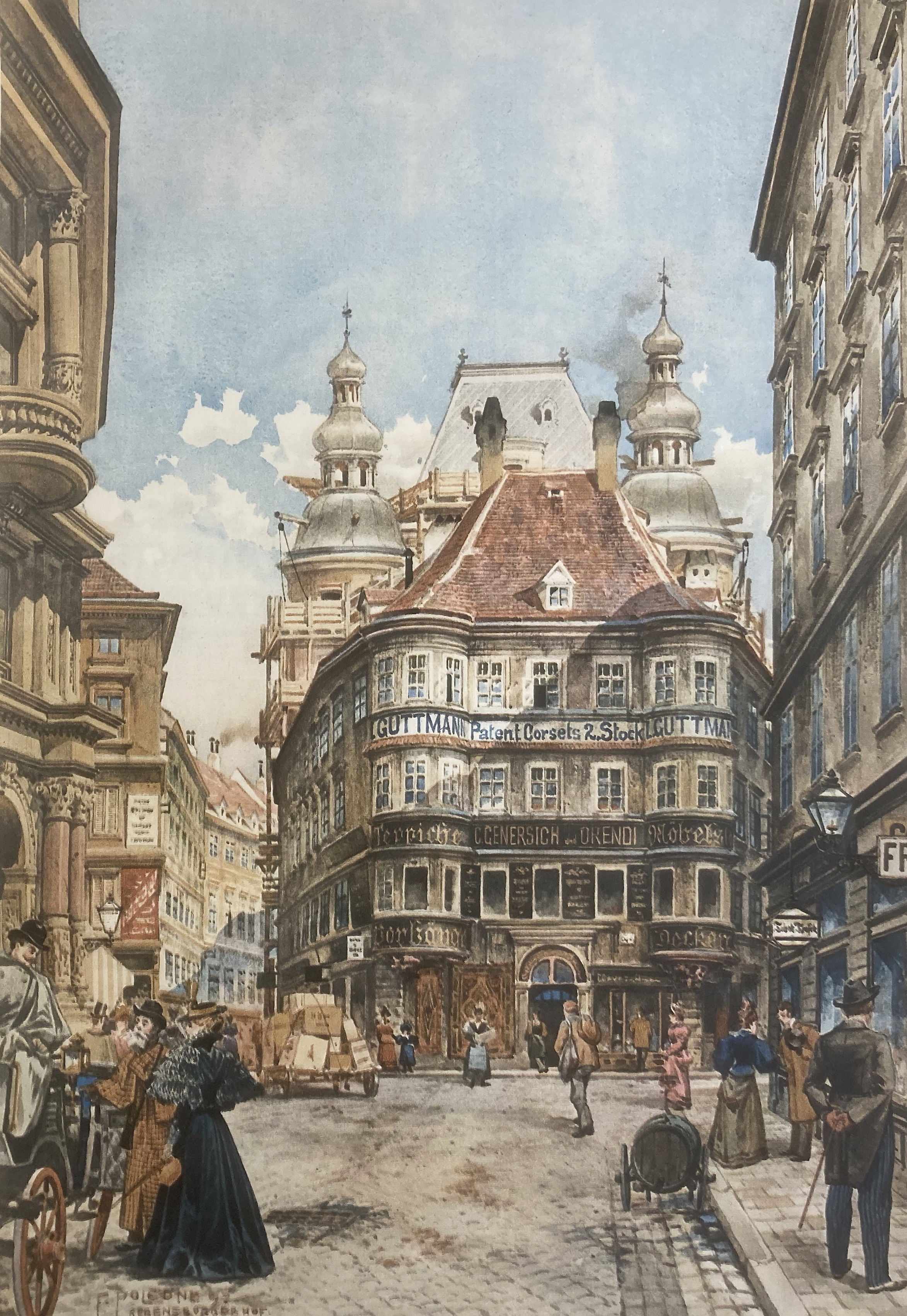
Das erste Druckereilokal befand sich von 1703 bis 1721 im „Regensburgerhof“ am Lugeck, Aquarell von Franz Poledne, 1897

In seiner allerersten Ausgabe vom 8. August 1703 enthält das Wiennerische Diarium, wie das Blatt ursprünglich hieß, als Begrüßung an die Leserschaft eine Art Grundsatzerklärung, und zwar in der Form einer immerhin eine ganze Zeitungsseite umfassenden „Anmerckung“, worin kundgetan wird, dass die in der Redaktion einlauffenden Begebenheiten / ohne einigen Oratorischen und Poëtischen Schminck / (…) sondern der blossen Wahrheit derer einkommenden Berichten gemäß (…) ordentlich vorgestellt werden. Damit wurde in der Berichterstattung von Beginn an Sachlichkeit zur obersten Maxime erhoben. In der ersten Ausgabe finden sich unter anderem Berichte über die Armee in Süddeutschland, über ein Gefecht mit den Franzosen am Gardasee, über Unruhen in Ungarn sowie über eine Hofjagd in Ungarn, bei welcher der Kaiser mit eygener Hand etliche Hirschen von ungewöhnlicher Größe erlegt hatte. Neben weiteren Meldungen wurde auch eine Lista von Sterbefällen und Vermählungen abgedruckt. Die Erscheinungsweise wurde im Titelblatt der ersten Ausgabe mit Mittwoch und Samstag festgelegt. Das Blatt behielt auch weiterhin Form und Gliederung der ersten Ausgabe bei. Den Zeitumständen entsprechend überwogen Berichte von den Schauplätzen des spanischen Erbfolgekriegs. Kriegsberichte respektive mit dem Krieg in Zusammenhang stehende Meldungen machten oft vier Fünftel des Blattumfanges aus.
Gründer und Herausgeber des Wiennerischen Diariums war Johann Baptist Schönwetter (1671–1741). Das erste Redaktionslokal befand sich (1703 bis 1721) im ehemaligen Haus „Zum roten Igel“ am Wildpretmarkt, der Druck erfolgte im Regensburgerhof am Lugeck. Die Leitung des Blatts behielt sich Schönwetter selbst vor. Mit der redaktionellen Arbeit betraute er Hieronimus Gmainer, der als erster Redakteur Wiens gilt. Auf seinem Grabstein fand sich die Berufsbezeichnung „Zeitungsschreiber“. Für Übersetzungsarbeiten zog Schönwetter seinen sprachkundigen Korrektor Anton Hedlinger heran.

### Schreibweise
Die Schreibweise Wiennerisches Diarium entspricht den Usancen im 17. und 18. Jahrhundert. Beispielsweise lautete auch der auf das Wiener Pestjahr 1679 bezogene Titel von Abraham a Sancta Claras berühmtestem Werk Mercks Wienn (erschienen 1680). Auf Plänen von Wien aus jener Zeit scheint ebenfalls die Bezeichnung „Wienn“ auf. Ab dem 11. Mai 1712 erschien das um ein „n“ verkürzte Wienerische Diarium. In den Ausgaben vom 3. und 7. Jänner 1722 wurde ausnahmsweise nochmals der alte Titel verwendet. Ab der Folgeausgabe vom 10. Jänner wurde sodann bis zur Umbenennung auf Wiener Zeitung am 1. Jänner 1780 konsequent der Name Wienerisches Diarium beibehalten.

### Die Ära Johann Peter van Ghelens und seiner Erben
Im Jahr 1721 schlug eine vom Kaiserhof ins Leben gerufene Hofkommission vor, dass die Mittel für den Bau der neuen Hofbibliothek durch eine „Impost“ genannte Abgabe auf Kalender und Zeitungen aufgebracht werden sollten. Ursprüngliche Bedenken gegen diesen Plan waren mit dem Hinweis zerstreut worden, dass die Wiener Zeitungsherausgeber Johann Baptist Schilgen (der den Mercurius herausbrachte), Johann Jakob van Ghelen (dem die italienischsprachige Zeitung Coriere ordinario gehörte) und Johann Baptist Schönwetter (Inhaber des Wiennerischen Diariums) durch ihre Privilegien wohlhabende Leute geworden seien, weshalb deren finanzieller Beitrag für die Hofbibliothek gerechtfertigt sei. Diese Auffassung entsprach zudem der Tatsache, dass die Einzelexemplare ihrer Zeitungen in Wien um 7 Kreuzer verkauft wurden und das Jahresabonnement 12 Gulden kostete. Das Jahresgehalt eines mittleren Beamten überstieg damals kaum 100 Gulden.
Bei der auf Vorschlag der Hofkommission den Wiener Zeitungsherausgebern abverlangten Abgabe handelte es sich weniger um eine Zeitungssteuer als um einen Pachtbetrag für die Gewährung der entsprechenden Privilegien. Johann Baptist Schönwetter allerdings weigerte sich beharrlich, die verlangte Gebühr von 3.000 Gulden jährlich zu entrichten. Infolgedessen wurde verfügt, dass bei weiterer Weigerung das Privileg dem Meistbietenden zuzuschlagen sei. Nach fortgesetzter Weigerung Schönwetters zu bezahlen wurde das Privileg schließlich am 18. Dezember 1721 Johann Peter van Ghelen (dem Sohn des Privilegieninhabers des Coriere ordinario) gewährt, der die Gebühr anstandslos beglich. Wie Franz Stamprech in seiner Geschichte der Wiener Zeitung betont, begann mit der Übernahme des Blatts durch Johann Peter van Ghelen für dieses „eine neue Ära“, zumal dieser auch den „Mercurius“ kaufte, wodurch er „alleiniger Zeitungsherr auf dem Wiener Platz“ wurde.
Immer mehr Raum erhielten im Blatt nun die bezahlten Einschaltungen. Umgestellt wurde auch auf zweispaltigen Zeilenumbruch der redaktionellen Seiten und die Auslandsmeldungen rückten an die Spitze der Berichterstattung. In weiterer Folge wurde im Zuge der Trennung des Versatzamtes und des Fragamtes 1721 das Kundschafts=Blätl mit dem „Wienerischen Diarium“ vertrieben. 1728 wurde sodann mit den „Posttäglichen Wiener Frag= und Anzeigungs=Nachrichten“ ein eigenes Amtsblatt herausgegeben, welches 1729 dem Wienerischen Diarium weitgehend angeschlossen wurde. Als Johann Peter van Ghelen 1754 verstarb, blieb das Schicksal des „Wienerischen Diariums“ auch weiterhin mit dem der Familie van Ghelen verknüpft.

Titelkopf der Wiener Zeitung
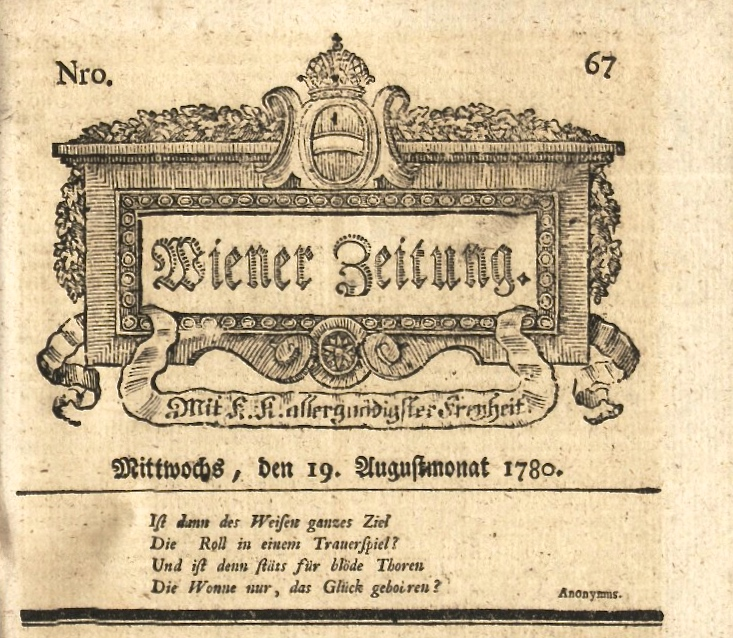
vom 19. August 1780
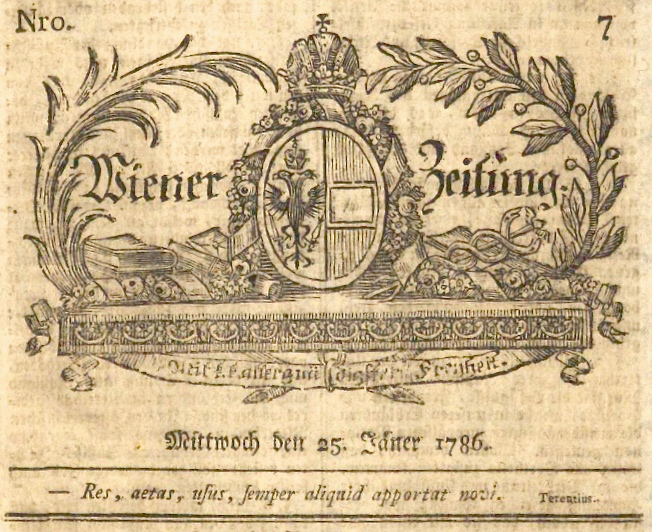
vom 25. Jänner 1786
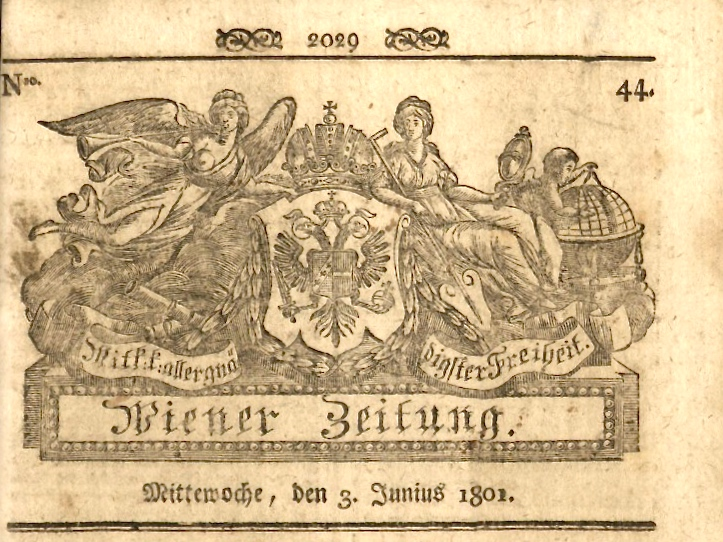
vom 3. Juni 1801
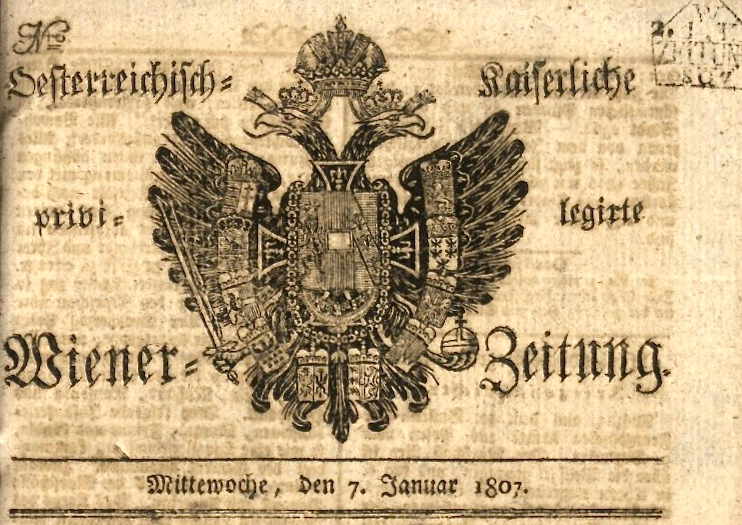
vom 7. Jänner 1807

1780, im Jahr des Beginns der Alleinregentschaft Kaiser Josephs II., wurde das Blatt auf Wiener Zeitung umbenannt. Die Auflage dürfte zu dieser Zeit schon einige Tausend erreicht haben. Der redaktionelle Teil erfuhr eine wesentliche Verbesserung, als die Ghelen'schen Erben im Jahr 1782 Conrad Dominik Bartsch (1759–1817), einen Schüler des Aufklärers Joseph von Sonnenfels engagierten. Bereits als 23-Jähriger hatte dieser die Redaktion der Wiener Zeitung, und damit des wichtigsten Periodikums der Monarchie, übernommen. Ungeachtet der auch die Wiener Zeitung überwachenden Zensur schickte er sich an, aufklärerisches Gedankengut zu vermitteln.

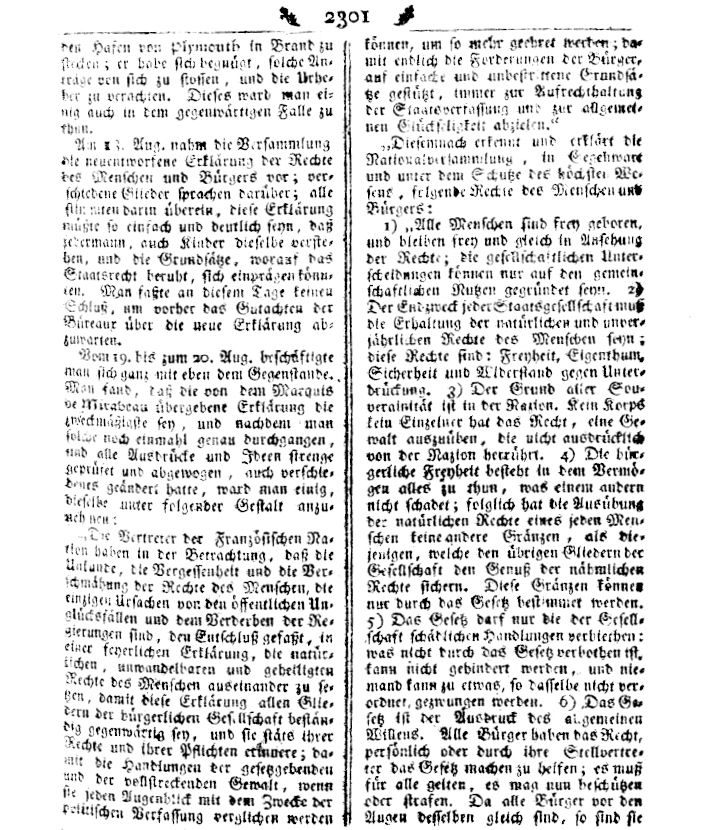
Abdruck der Erklärung der Menschenrechte in der Wiener Zeitung vom 9. September 1789 in deutscher Übersetzung: „Alle Menschen sind frey geboren, und bleiben frey und gleich in Ansehung der Rechte (…).“

Überaus bemerkenswert ist die Tatsache, dass er 1789 die französische Menschenrechtserklärung, die für damalige Verhältnisse unerhörte Sätze wie Alle Menschen sind frey geboren, und bleiben frey und gleich in Ansehung der Rechte oder Der Grund aller Souverainität ist in der Nazion ins Deutsche übertrug und über die Wiener Zeitung erstmals in der Monarchie verbreitete. Bartsch platzierte die Sensationsmeldung nicht auf der Titelseite, sondern unauffällig mitten im Blatt, dafür aber in vollem Wortlaut. Eine bemerkenswerte Episode stellte im Jahr 1798 der Durchbruch der Theaterkritik im Blatt dar. August von Kotzebue, der damals die Stelle eines Hoftheatersekretärs (Intendant) bekleidete, veröffentlichte unbekümmert um die Zensurvorschriften in der Wiener Zeitung die ersten wirklich kritischen Artikel über Novitäten des von ihm geleiteten Theaters. Die Polizeidirektion bewertete es als „sehr unschicksam und auffallend“, dass Kotzebue bestimmte Lieblingsschauspieler, die er engagiert hatte, „mit offenbarer Vorliebe behandelt[e]“, über andere dagegen „hämische Bemerkungen“ ergoss. In einer Eingabe an Kaiser Franz bat sie den Regenten um „allerhöchsten Befehl, von der Einrückung dergleichen Kritiken im Wiener Diario wieder abzukommen“. Die Theaterkritik in der Wiener Zeitung fand hierdurch ein Ende, und die Redaktion musste sich wieder mit gelegentlichen Ankündigungen über Kunstereignisse und dem Abdruck von Nekrologen über dahingeschiedene Bühnenkünstler begnügen.
Zur Zeit der Napoleonischen Kriege mischte sich der Hof zusehends in redaktionelle Belange ein. Als Napoleon Bonaparte in den Jahren 1805/06 und 1809 Wien okkupierte, hatte dies auch Auswirkungen auf die Wiener Zeitung. Aus Paris brachte er einen eigenen Redakteur mit. Das Blatt kam nun erstmals täglich heraus. 1811 kehrte Conrad Dominik Bartsch zurück. Er vergrößerte zu Beginn des Jahres 1812 das Format von dem seit 1703 traditionellen Quart auf einen Satzspiegel von 17,5 und 26 Zentimeter, womit das Blatt nun eine seinem Ansehen adäquate Größe erhielt. Allerdings wurde Bartsch auf Veranlassung von Klemens Wenzel Lothar von Metternich 1815 seines Postens wieder enthoben. Der die kaiserliche Politik beherrschende Staatsmann plante die Wiener Zeitung gänzlich zu eliminieren, um seinem Privatblatt, dem Oesterreichischen Beobachter, ein Monopol zu verschaffen. Die Herausgeber der Wiener Zeitung stellten nun einen betont kulturaffinen Mann, nämlich den mit Ludwig van Beethoven befreundeten Joseph Carl Bernard (ca. 1781–1850) an, welcher innenpolitische Themen in den Hintergrund rückte und den Fokus stärker auf das Ausland sowie kulturelle Aspekte richtete. Solcherart gelang es, das Blatt zu retten.
Ab ihrer Gründung war die Zeitung führend auf dem österreichischen Zeitungsmarkt.;
dramatisch verlief jedoch für die Verleger und Redakteure das Revolutionsjahr 1848. Die Redaktion unter neuer Leitung präsentierte sich weltoffen und liberal. Im Mai 1848 erfolgte sodann ein Affront gegen das Kaiserhaus: Es erschien nämlich eine Ausgabe ohne kaiserlichen Adler (der seit 1708 auf dem Zeitungskopf geprangt war). In weiterer Folge waren die Ghelen‘schen Erben bei Hofe nicht mehr gut angeschrieben. Im Jahr 1857 endete ihre Herausgeberschaft und damit die Ära der Privaten in der Geschichte des Blattes. Am 17. Dezember dieses Jahres übernahm der Staat das Blatt.

### Pflege des Feuilletons in derWiener Zeitung

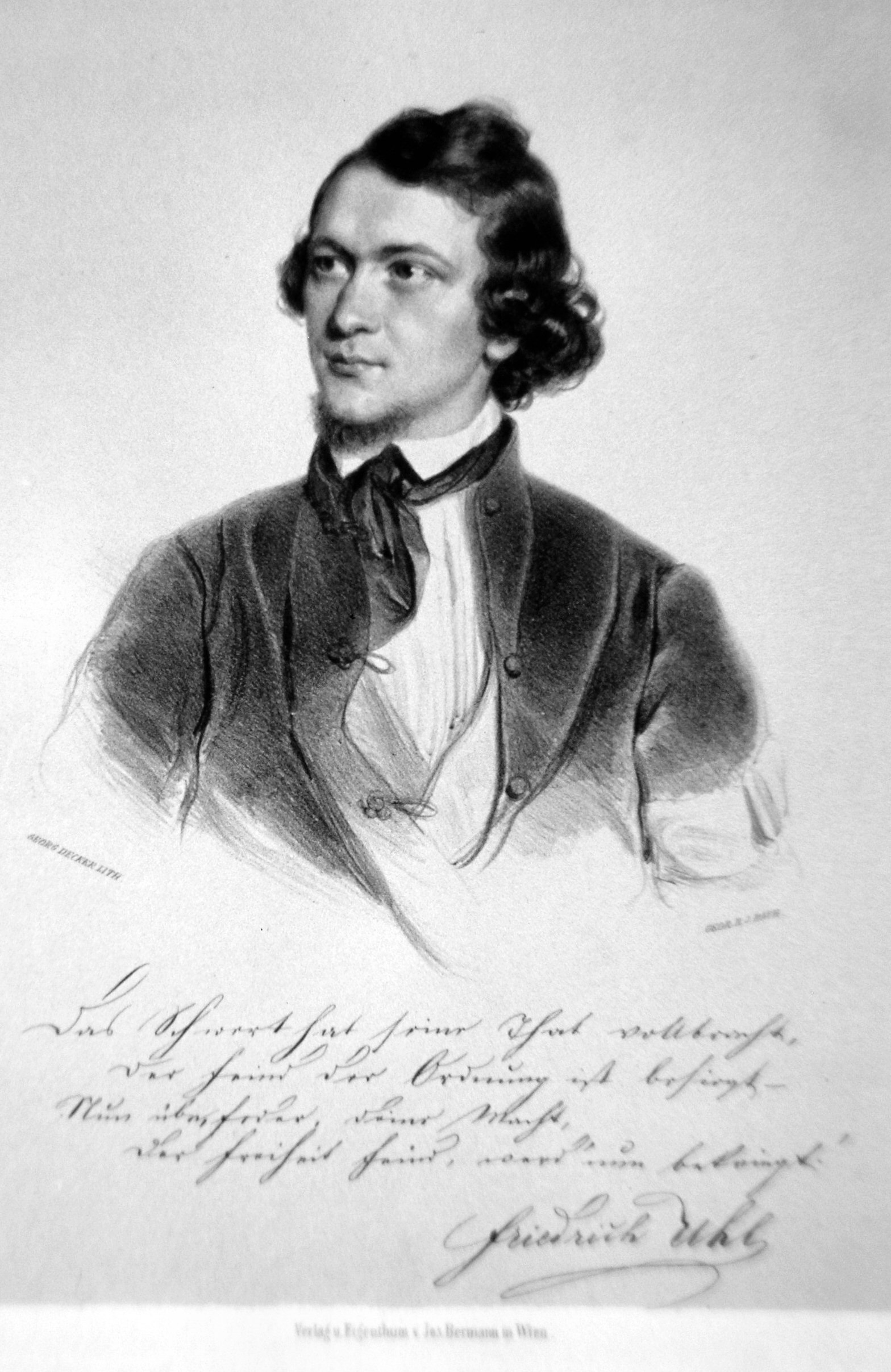
Das Kulturkonzept des Chefredakteurs Friedrich Uhl wirkte sich nachhaltig auf die Blattlinie aus

Bereits vor der Wiener Revolution von 1848, und erst recht danach, bemühte sich die Wiener Zeitung um eine verstärkte Kulturberichterstattung. Schon in den Jahren 1762 bis 1768 hatte, mit Unterbrechungen, eine gesonderte Beilage existiert, deren Titel Gelehrte Nachrichten ihrem Inhalt adäquat war. 1836 suchten die Ghelen'schen Erben um „Aufnahme von dramaturgischen Berichten über die hiesigen Theater in dem nichtpolitischen Theile des Blatts“ an, zunächst jedoch ohne Erfolg. Ein neuerliches Ansuchen im Jahr 1840 wurde sodann vom Präsident der Polizei- und Zensur-Hofstelle Josef von Sedlnitzky genehmigt, allerdings unter gewissen Auflagen: „nur müssen die Referate in einem ernsten und würdigen, der Wahrheit und dem Zweck der beiden genannten Hof-Institute angemessenen Tone abgefaßt sein“. Immerhin konnte damit Kulturberichterstattung erfolgen. Alles in allem finden sich unter den Kulturpublizisten der Wiener Zeitung bereits in den 1830er- und frühen 1840er-Jahren bedeutende Namen wie Franz Carl Weidmann, Otto Prechtler, Ignaz Franz Castelli, Anton Ritter von Spaun oder Eduard von Bauernfeld. Letzterer sollte erster Theaterreferent der Wiener Zeitung werden.
Ab dem 1. Jänner 1848 hatte das Blatt ein neues Aussehen, es wurde nun auf Bögen von 55 cm Höhe und 57 cm Breite gedruckt. Eingeführt wurde nun auch das Feuilleton, eine neue publizistische Präsentationsform, die in Frankreich entstanden war. In Österreich war es die Wiener Zeitung, die als erste die regelmäßige Kulturrubrik einführte und im unteren Drittel der Titelseite platzierte. Bereits am 7. Jänner 1848 findet sich die erste Musikkritik des zweindzwanzigjährigen Eduard Hanslick. Während der Wiener Revolution entwarfen die Redakteure ein radikal neues Konzept, das sich vom offiziösen Charakter der Zeitung abzuwenden gedachte. Im Verlauf der Revolution öffnete die Wiener Zeitung ihre Spalten allen politischen Richtungen gleichermaßen. Allerdings musste die offensive Ausrichtung im Zuge der Ereignisse wieder zurückgenommen werden, zumal die Revolution schließlich von den Kaiserlichen niedergeschlagen wurde. Auch das große Zeitungsformat wurde wieder auf ein österreichisches Normalmaß zurückgenommen.
Wie Hermann Schlösser in seiner im Jahr 2000 erschienenen Studie über den „Einzug des Feuilletons in die kaiserlich privilegierte Wiener Zeitung“ feststellt, blieb das Feuilleton als Errungenschaft des Jahres 1848 dem Blatt auch weiterhin erhalten, und es erschienen diverse kulturelle Sonderhefte. Raum für Feuilletonistisches boten in weiterer Folge vor allem die Beilagen und Abendausgaben des Blattes.
Mit dem Österreichisch-Ungarischen Ausgleich des Jahres 1867 entstand in der cisleithanischen (österreichischen) Reichshälfte ein Verfassungsstaat mit bescheidenen demokratischen Ansätzen, wodurch sich für die Wiener Zeitung ein größerer journalistischer Freiraum ergab. Ab 1872 leitete Friedrich Uhl, der spätere Schwiegervater August Strindbergs, die Redaktion. Uhl konnte in erheblichem Maße eine eigenständige Kulturberichterstattung etablieren, und zwar vor allem in der Abendausgabe der seit 1848 bestehenden Wiener Abendpost. Eine Reihe von namhaften Persönlichkeiten des Wiener Kulturlebens publizierte für die Wiener Zeitung. Zu Uhls Mitarbeitern zählten auch mehrere Kulturpublizistinnen, namentlich die Dichterin Enrica von Handel-Mazzetti, die unter dem Pseudonym Bruno Walden schreibende feingeistige Feuilletonistin Florentine Galliny sowie seine beiden Töchter Marie Weyr (die Ehefrau des bekannten Wiener Bildhauers Rudolf Weyr) und Frida Strindberg (die sich von dem schwedischen Dichter August Strindberg bald wieder trennte). Wie sich herausstellte, wirkte sich das Kulturkonzept Friedrich Uhls auch noch nach 1900, und darüber hinaus, auf die Linie des Blattes aus. Auch noch im 21. Jahrhundert hatte das Feuilleton in der gedruckten Ausgabe der Wiener Zeitung einen hohen Stellenwert.

### Der Erste Weltkrieg und seine Folgewirkungen
Bei Ausbruch des Ersten Weltkriegs im Jahr 1914 vertrat die Wiener Zeitung den offiziellen Standpunkt der Monarchie, allerdings verfiel sie nicht, wie die meisten anderen Medien, in Kriegshysterie. Infolge der weltpolitischen Ereignisse zierte schließlich der kaiserliche Adler am 12. November 1918, dem Tag der Ausrufung der Republik, zum letzten Mal das Titelblatt. Mehr als zwei Jahrzehnte lang sollte nun kein Wappen die Titelseite schmücken. Bis 1921 erschien das Blatt in relativ starkem Umfang, bis Ende dieses Jahres erschien sogar noch die Abendausgabe.
Chefredakteure zur Zeit des Ersten Weltkriegs waren Emil Löbl und Friedrich Sträßle. In Sträßles Ära als Chefredakteur der Wiener Zeitung (1917–1923) fielen zahlreiche organisatorische und technische Reformen sowie wirtschaftliche Sparmaßnahmen (etwa die Einstellung der Abendausgabe Ende 1921), die vonnöten waren, um den Fortbestand des Blatts in schwerer Zeit zu sichern.
Im Jahr 1922 erlebte das Blatt eine äußerst schmerzliche Zäsur: Auf eine einzige tägliche Ausgabe reduziert, konnte es seinen Stellenwert als Kulturorgan kaum aufrechterhalten. Doch sogar nach 1934, als die Wiener Zeitung nach der Ausschaltung der Demokratie ein eher trauriges Dasein fristete, pflegte man das vornehmlich österreichischen Themen gewidmete Feuilleton.

### 1938 bis 1945
Mit dem Anschluss Österreichs an Hitler-Deutschland war auch das Schicksal der Wiener Zeitung besiegelt – jedenfalls vorläufig. Vor allem wegen handelsrechtlicher Veröffentlichungsvorschriften konnte das Blatt jedoch nicht sofort vollständig liquidiert werden. Die Einstellung erfolgte in zwei Etappen: Im Februar 1939 strich man den redaktionellen Teil, im Februar 1940 das verbliebene Amtsblatt.
„Hauptschriftleiter“ ab dem 8. August 1938 bis zur Einstellung des Blatts durch die Nationalsozialisten war Lambert Haiböck. Als solcher hatte er jedoch nur noch dessen Liquidierung abzuwickeln. Dies war ihm anlässlich der Amtsübernahme im Wiener Gaupresseamt auch deutlich mitgeteilt worden. Als im Februar 1939 der redaktionelle Teil der Wiener Zeitung eingestellt wurde, schied Haiböck aus dem Dienst. Ob die Wiener Zeitung von August 1938 bis zur Einstellung des redaktionellen Teils im Februar 1939 auf nationalsozialistisch-gemäßigtem Kurs gehalten wurde, wie es Haiböck im Rückblick 1953 darstellte, bedarf laut dem 2013 von den Kommunikationswissenschaftlern Fritz Hausjell und Wolfgang Duchkowitsch veröffentlichten Artikel „Mit Würde den Zwingsherren begegnet“? noch der genaueren Erforschung. Gerald Gneist, der sich in seiner 2003 vorgelegten historischen Dissertation „Die Staatsdruckerei zwischen 1938 und 1945“ eingehend mit der Person Lambert Haiböck befasste, bescheinigt ihm, dass dieser innerhalb der damals gleichgeschalteten Presse nicht allzu viele redaktionelle Gestaltungsmöglichkeiten hatte und zu einer Berichterstattung im Sinne der Partei angehalten wurde. Nach dem Attentat von Herschel Grünspan auf den deutschen Botschaftsangehörigen Ernst vom Rath, dessen Ermordung am 7. November 1938 in Paris als Vorwand zum landesweiten Novemberpogrom im Reich diente, habe die Schriftleitung der Wiener Zeitung, so Gneist, unter dem damals 33-jährigen Hauptschriftleiter Haiböck indes noch heftiger gegen die Semiten zur Attacke geblasen als der Völkische Beobachter.
In der letzten Ausgabe des Amtlichen Teils der Wiener Zeitung, als deren Herausgeber und Eigentümer auf dem Titelblatt „Die österreichische Landesregierung“ aufschien, verabschiedete sich die Redaktion am 29. Februar 1940 von ihren Lesern:

„Mit der heutigen Ausgabe stellt die ‚Wiener Zeitung‘ ihr Erscheinen ein. Als ein Wesen der Zeit haben auch Zeitungen, wie schon ihr Gattungsname verkündet, eine Lebensbahn; auch sie haben einem Lebenszweck zu dienen, ihn zu erfüllen, schließlich zu beendigen. Nach 237jährigem Bestande tritt die ‚Wiener Zeitung‘ in das Schattenreich, in dem die Menschen, Geschehnisse und Begriffe, die ihre Bände einst erfüllten, bereits versammelt sind. In allen Schicksalsstunden des Reiches erfüllte die ‚Wiener Zeitung‘ was am 3. August 1703, als das erste ‚Blättl‘ die Offizin des Johann Baptist Schönwetter in der Rauhensteingasse verließ, ihr als Sinn dieser Stunde auf den Lebensweg mitgegeben wurde: ein Instrument des Staates zu sein, eng verbunden mit den Geschicken des Staates.“

Der Amtliche Teil der Wiener Zeitung wurde in der Folge vom „Völkischen Beobachter“ übernommen und somit direkt dem NS-Regime unterstellt.

### September 1945 bis Juni 2023

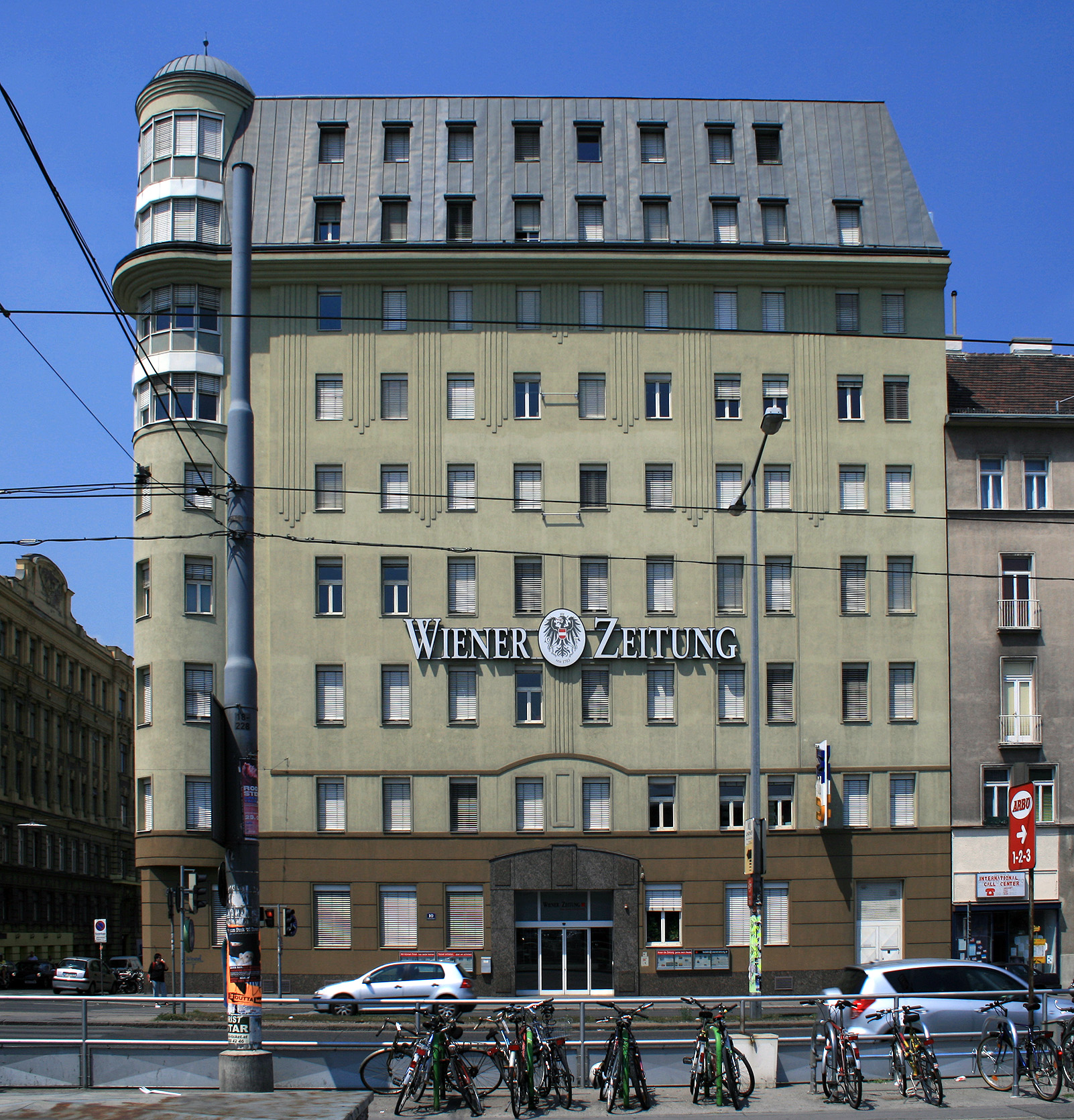
Redaktionsgebäude am Wiedner Gürtel in Wien-Wieden (von 2002 bis 2012)

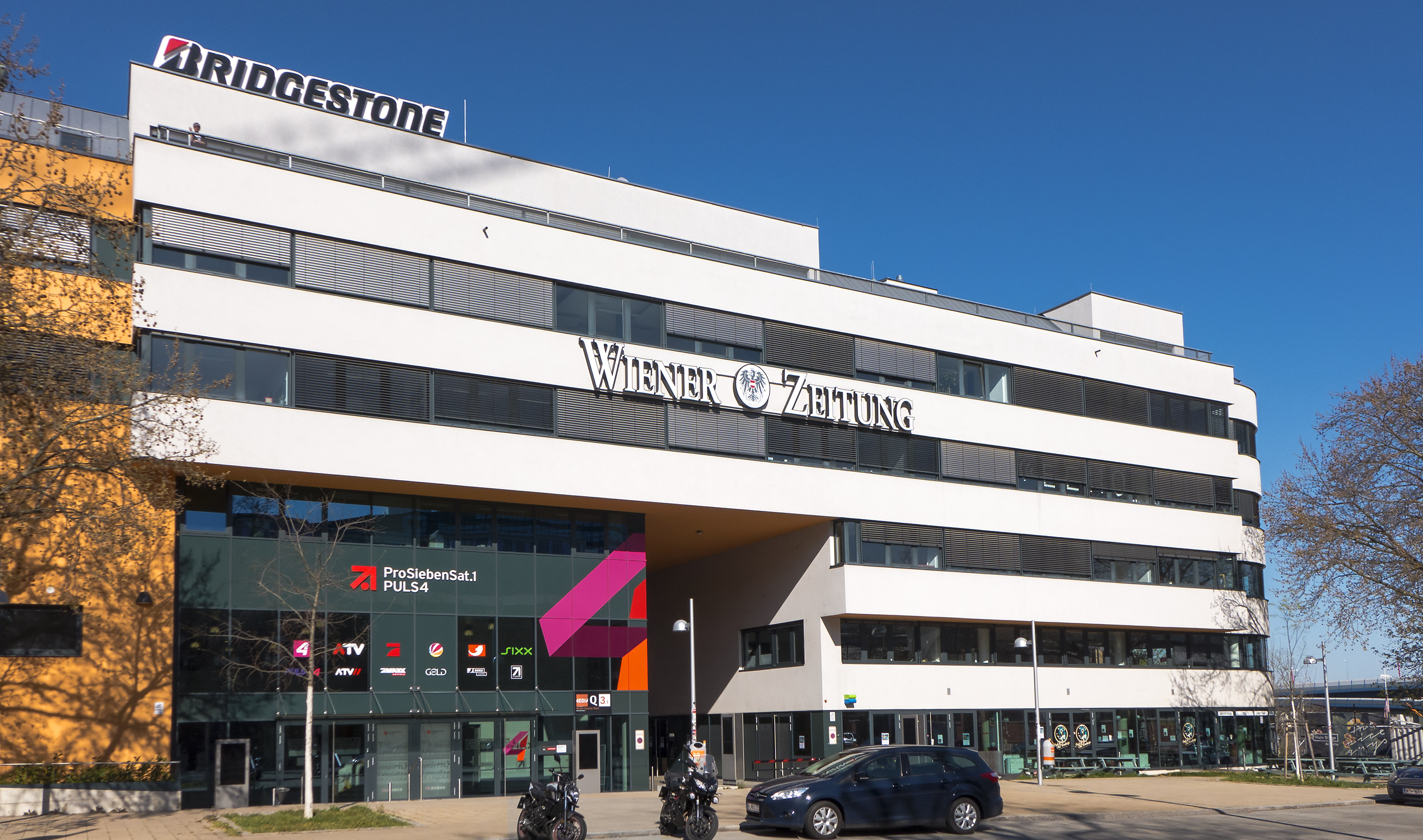
Redaktionsgebäude im Media Quarter Marx in Wien-Landstraße (seit August 2012)

Nach dem Zweiten Weltkrieg lebte das Blatt wieder auf und erschien erstmals wieder am 21. September 1945, wenn auch den im nachkriegszeitlichen Österreich entsprechenden Umständen entsprechend dürftig, und zwar mit bloß vier Seiten ohne Bilder, gedruckt auf einer ungeeigneten Maschine. Ein bescheidener Ausbau gelang in den 1950er-Jahren. Der Umfang blieb aber zunächst auch weiterhin gering, was sich auf den Stil der Berichte niederschlug: kurz und bündig.
In den 1960er- und 1970er-Jahren erholte sich das Blatt merklich, es gab Verbesserungen im Erscheinungsbild, zudem konnte sich die Wiener Zeitung in einer Zeit intensiven Zeitungssterbens behaupten. Nach einer schwierigen Phase in den 1980er-Jahren – als unter anderem die technische Ausstattung zu wünschen übrig ließ – wurde sie 1998 von der Österreichischen Staatsdruckerei abgenabelt und erhielt die Rechtsform einer GmbH. Als solche steht die „Wiener Zeitung“ bis heute im alleinigen Eigentum des Bundes. Zirka ab der Jahrtausendwende verzeichneten Redaktion und Produktion einen bedeutenden Innovationsschub. Es erfolgte die Umstellung auf ein zeitgemäßes elektronisches Redaktionssystem, seit 1995 gibt es auch eine Online-Ausgabe der Wiener Zeitung (von 1704 bis 1950 können die Ausgaben zu einem Gutteil online im Anno-Portal der Österreichischen Nationalbibliothek gelesen werden). Das Blatt wurde systematisch ausgebaut und es kamen vermehrt Kolumnen hinzu. Auch nach der Stärkung des allgemeinen redaktionellen Angebots hatte das Feuilleton in der Tradition des Blattes nach wie vor einen beachtlichen Stellenwert.
Nachdem die Wiener Zeitung zunächst Stockwerksmieterin im Haus der Österreichischen Staatsdruckerei am Rennweg 16 im 3. Wiener Gemeindebezirk gewesen war, übersiedelte sie im Jahr 2002 in ein neues Haus am Standort Wiedner Gürtel 10 im 4. Wiener Gemeindebezirk. Seit 13. August 2012 ist die Wiener Zeitung im Media Quarter Marx, Maria-Jacobi-Gasse 1, im 3. Wiener Gemeindebezirk untergebracht.
Im Jahr 2016 wurde das Archiv der Wiener Zeitung in das Weltdokumentenerbe der UNESCO aufgenommen. Gleichzeitig setzten sich schon Hugo Portisch und Heinz Nußbaumer ein, auch die Zeitung selbst als Weltkulturerbe anzuerkennen, wie es erst im Jahr 2021 – nach dem Tod von Portisch – bekannt wurde.
Mit dem Koalitionsabkommen zwischen ÖVP und FPÖ zu Beginn der Bundesregierung Kurz I war die weitere Finanzierung der Wiener Zeitung in Frage gestellt: Im Kapitel mit dem Titel „Schlanker Staat“ wurde die Abschaffung der Veröffentlichungspflichten in der Wiener Zeitung festgeschrieben, was den Wegfall eines Großteils ihrer Einnahmen bedeutete. Nach dem Scheitern der ÖVP-FPÖ-Koalition wurde auch im Koalitionsabkommen zwischen ÖVP und Grünen zu Beginn der Bundesregierung Kurz II die Abschaffung der Pflichtveröffentlichungen in der Wiener Zeitung vorgesehen, wodurch weiterhin ihre Existenz in Frage gestellt wurde. Immerhin sollte die Marke „Wiener Zeitung“ bestehen bleiben. Die Zukunft der Wiener Zeitung blieb jedoch in der Schwebe. Als Anlass für eine solche Änderung wurde eine Digitalisierungsrichtlinie der EU angegeben, die vorsieht, dass Unternehmensinformationen – und damit auch die Pflichtveröffentlichungen im Amtsblatt – an einer zentralen Stelle veröffentlicht werden müssen.
Nach dem Scheitern der „Bundesregierung Kurz II“ wurde von der Bundesregierung Nehammer im Oktober 2022 ein Gesetzesentwurf zur Zukunft der Wiener Zeitung zur Begutachtung vorgelegt, der das Ende des Blatts in seiner bisherigen Form und das künftige Erscheinen der Wiener Zeitung bloß als Online-Medium vorsah. „Nach Maßgabe der zur Verfügung stehenden Mittel“ sollte die älteste noch erscheinende Tageszeitung der Welt auch in Print erscheinen, jedoch bloß als Monatstitel. Ein wesentlicher Fokus wurde bei diesem Entwurf auf einen im Rahmen einer Wiener-Zeitung-Mediengruppe neu einzurichtenden „Media Hub Austria“ gelegt, der eine praxis- und zukunftsorientierte Weiterbildung für Journalisten vorsah. Diesem Unternehmensteil sollte ein erheblicher Teil der vorgesehenen Mittel zufließen. Gegen diese Pläne gab es weitreichende Proteste aus breiten Schichten der Bevölkerung. Künstler, Politiker und Wirtschaftsvertreter setzten sich in teils wortgewaltigen Stellungnahmen für das Überleben der Wiener Zeitung ein. Insbesondere die Grünen gerieten aufgrund ihrer Unterstützung der Pläne der ÖVP-Medienministerin Susanne Raab unter politischen Druck.
ÖVP und Grüne stimmten am 19. April 2023 im Verfassungsausschuss des Nationalrats für das Medienpaket der Bundesregierung. Das Paket sah eine neue mit 20 Millionen Euro dotierte Qualitätsjournalismusförderung, verschärfte Transparenzbestimmungen und auch das Aus der Wiener Zeitung in der jetzigen Form vor. Die Oppositionsparteien stimmten geschlossen gegen das Paket. Am 27. April 2023 wurde schließlich im Nationalrat das „Bundesgesetz über die Wiener Zeitung GmbH und Einrichtung einer elektronischen Verlautbarungs- und Informationsplattform des Bundes“ (WZEVI-Gesetz) beschlossen, womit die bisherigen Pflichtveröffentlichungen in der Wiener Zeitung abgeschafft wurden. Die finanzielle Basis für die gedruckte Tageszeitung war damit nicht mehr vorhanden. 88 Abgeordnete stimmten für die Annahme des Gesetzes und damit die Einstellung der Zeitung in ihrer gedruckten Form, 74 Abgeordnete stimmten dagegen.
Anfang Mai 2023 wurde der Redaktion der Wiener Zeitung der Kurt-Vorhofer-Preis verliehen. Die Jury, die damit „ein Zeichen gegen eine verfehlte Medienpolitik“ setzen wollte, befand in ihrer Begründung: „Die Redaktion hat trotz widrigster Rahmenbedingungen strikt an qualitativ hohen Standards festgehalten und damit Mut, Unabhängigkeit sowie kritische Distanz bewiesen“. Weiter sei die von der Regierung verfügte Einstellung der Wiener Zeitung in seiner heutigen Form als Qualitätsmedium ein nicht wieder gut zu machender Fehler und ein unwiederbringlicher Verlust für Österreich und seine Medienlandschaft, so die Jury.
Ende Juni 2023 wurde bekannt, dass auch der Betrieb der Herold Druck und Verlag GmbH mit Jahresende 2023 als Folge der Abschaffung der gedruckten Wiener Zeitung eingestellt werden soll. Die letzte gedruckte Ausgabe der Wiener Zeitung im Tageszeitungmodus erschien – im 320. Jahr nach ihrer Gründung – am 30. Juni 2023.
Chefredakteure des Blattes waren von 1983 bis 2000 Heinz Fahnler, von 2000 bis 30. April 2005 Peter Bochskanl, von Mai 2005 bis Oktober 2009 Andreas Unterberger, der zuvor die Redaktion der Presse geleitet hatte, und von November 2009 bis Oktober 2017 Reinhard Göweil, zuvor Wirtschafts-Ressortleiter der Tageszeitung Kurier. Nachdem Göweil mit dem Vorwurf der sexuellen Belästigung einer Journalistin konfrontiert war, wurde er am 20. Oktober 2017 fristlos entlassen. Nach einer Übergangsphase mit interimistischer Leitung war von Oktober 2018 bis Dezember 2022 Walter Hämmerle Chefredakteur. Er gab die Chefredaktion Ende des Jahres 2022 ab, als klar war, dass die Wiener Zeitung zu einem Onlinemedium umgebaut wird. Nach seinem Rückzug wurden im Jänner 2023 seine bisherigen Stellvertreter Judith Belfkih und Thomas Seifert interimistisch mit der Leitung beauftragt, die sie bis zur Einstellung der gedruckten Wiener Zeitung am 30. Juni 2023 innehatten. Die Position des Chefredakteurs wurde bis zur Einstellung des Blatts nicht mehr nachbesetzt, womit Hämmerle letzter Chefredakteur der Wiener Zeitung in ihrer Erscheinungsform als gedruckte Tageszeitung war.
Als Nachfolgeprodukt wird unter Verwendung der Marke „Wiener Zeitung“ (und dem Logo „WZ“) seit Juli 2023 mit einer neuen, vergleichsweise kleinen Redaktion ein nicht tagesaktuelles Onlinemedium geführt, das sich von der redaktionellen Ausrichtung der vormaligen Tageszeitung grundlegend unterscheidet und nunmehr vor allem ein junges Publikum ansprechen möchte.

## Amtsblatt zurWiener Zeitung
Die Wiener Zeitung war auch das amtliche Veröffentlichungsorgan der Republik Österreich und enthielt ein Amtsblatt („Amtsblatt zur Wiener Zeitung“), in dem unter anderem Stellen im öffentlichen Dienst ausgeschrieben oder Firmenbuchänderungen bekannt gemacht wurden. Ab 1999 begann das Justizministerium mit Veröffentlichungen im Internet und seit 1. Jänner 2000 werden Insolvenzen ausschließlich und rechtsverbindlich im Internet veröffentlicht, die Wiener Zeitung druckt sie aber freiwillig weiterhin ab. Seit Beginn 2002 werden Firmenbuchänderungen sowohl online in der Ediktsdatei, als auch im Amtsblatt veröffentlicht. Mit der Zeit kamen weitere Bereiche dazu und seit 1. Jänner 2005 erfolgen fast alle Veröffentlichungen, die in Gerichtsverfahren vorgesehen sind, in der Ediktsdatei.
Mit Bezug zur EU-Richtlinie 2019/1151 schaffte die österreichische Bundesregierung mit dem am 27. April 2023 im österreichischen Nationalrat beschlossenen WZEVI-Gesetz die Verpflichtung zur bezahlten Veröffentlichung von Jahresabschlüssen und anderen Kundmachungen für Firmen ab, womit bis dahin die Zeitung zu einem erheblichen Teil finanziert wurde.
Nach Einstellung der gedruckten Ausgabe der Wiener Zeitung (und damit des gedruckten Amtsblatts) am 30. Juni 2023 werden die Pflichtveröffentlichungen seit 1. Juli 2023 in einer Elektronischen Verlautbarungs- und Informationsplattform des Bundes (EVI) verlautbart.

## Dienste und Unternehmensteile derWiener Zeitung
- Anfang des Jahres 2007 nahm die Wiener Zeitung GmbH den Mehrwertdienst firmenmonitor.at in Betrieb. Über diesen Dienst konnten Informationen über Adressänderungen, Firmenbuchänderungen, Konkurse, Neueintragungen und Ähnliches von Firmen abonniert werden. Dieser wurde 2023 durch die neue Plattform wirtschaft.at abgelöst.

- Als hundertprozentige Tochter kam auch die auftrag.at Ausschreibungsservice GmbH, eine Ausschreibungsplattform für öffentliche Auftraggeber und potentielle Bieter, zur Wiener Zeitung GmbH.

- Mit September 2009 übernahm die Wiener Zeitung die redaktionelle Leitung von HELP.gv.at, dem Behörden-Informationsportal der Republik Österreich.

- Am 1. Jänner 2010 kam im Auftrag der Republik die Betreuung des Inhalts von Unternehmensserviceportal (USP) hinzu.

- Von 2012 bis 2014 betrieb die Wiener Zeitung das WienWiki,[82] dessen Anspruch es war, speziell für Themen aus Wien eine entsprechende Enzyklopädie aufzubauen. Im April 2014 wurde die Editierfunktion „aus ökonomischen Gründen“ abgeschaltet und es wurde statisch weiterbetrieben.[83]

- Ab Oktober 2020 kam die Content Agentur Austria, eine Dienstleisterin für Content Marketing und Corporate Publishing (mit dem Angebot der Erstellung von Agentur Websites, Newsletter, Videobeiträgen und Magazinen), hinzu. Die Gründung dieser Agentur sei laut Wiener Zeitung-Geschäftsführer Martin Fleischhacker ein weiterer Schritt gewesen, „das Unternehmen als digitalen Serviceanbieter zu etablieren“.[84][85]

## Erscheinungsweise
Seit Beginn erschien das Blatt zweimal pro Woche, und zwar jeweils am Mittwoch und am Samstag. Ab Oktober 1812 erschien es dreimal wöchentlich, und zwar jeweils am Dienstag, Donnerstag und Samstag. Seit 1. Oktober 1813 war die Erscheinungsweise täglich. Am 21. März 1848 wurde die Abendausgabe eingeführt, „um mit dem jetzigen bedeutungsvollen Augenblicke mit dem raschen Gange der Zeitereignisse gleichen Schritt zu halten.“ Ab 1. August 1848 erschien die Wiener Zeitung morgens von Dienstag bis Sonntag und die Abendausgabe von Montag bis Samstag.
Nachdem die Abendausgabe eingestellt worden war, erschien die Wiener Zeitung vom 2. Jänner 1922 bis zum 10. April 1925 von Montag bis Samstag, und zwar abends. Ab 12. April  erschien sie wieder von Dienstag bis Sonntag, und zwar morgens. Ab 3. Juli 1933 erschien die WZ zusätzlich montags um 13 Uhr und damit wieder täglich. Da sie ab 1938 nur noch amtliche Nachrichten brachte, kann es sein, dass die Erscheinungsweise wieder eingeschränkt wurde. Nach dem Zweiten Weltkrieg erschien die WZ an sechs Tagen von Dienstag bis Sonntag.
Im November 1998 wurde auf eine fünftägige Erscheinungsweise von Montag bis Freitag umgestellt. Zuletzt erschien die Wiener Zeitung fünftägig von Dienstag bis Samstag.

## Kopftitel
- 8. August 1703 bis 7. Mai 1712: Wiennerisches Diarium
- 11. Mai 1712 bis 29. Dezember 1779: Wienerisches Diarium (3. und 7. Jänner 1722 nochmals Wiennerisches Diarium)
- 1. Jänner 1780 bis 1800: Wiener Zeitung – Mit k.k. allergnädigster Freiheit
- 1800 bis 1806: Kaiserlich-königliche privilegirte Wiener Zeitung
- 1807 bis 19. Dezember 1847: Oesterreichisch-Kaiserliche privilegirte Wiener Zeitung
- 20. Dezember 1847 bis 30. Juni 1848: Oesterreichisch-Kaiserlich-privilegirte Wiener Zeitung[87]
- 1. Juli 1848 bis 31. Dezember 1851: Wiener Zeitung
- 1. Jänner 1852 bis 17. Dezember 1857: Oesterreichisch-Kaiserliche Wiener Zeitung
- 18. Dezember 1857 bis heute: Wiener Zeitung
  - ab 13. November 1918 ohne Doppeladler
  - ab 2. Jänner 1934 mit einköpfigem republikanischem Adler
  - ab 1. Mai 1934 ohne Adler
  - ab 3. Juli 1934 mit ständestaatlichem nimbiertem Doppeladler[88]

## Beilagen / Teiltitel
- Amtsblatt:

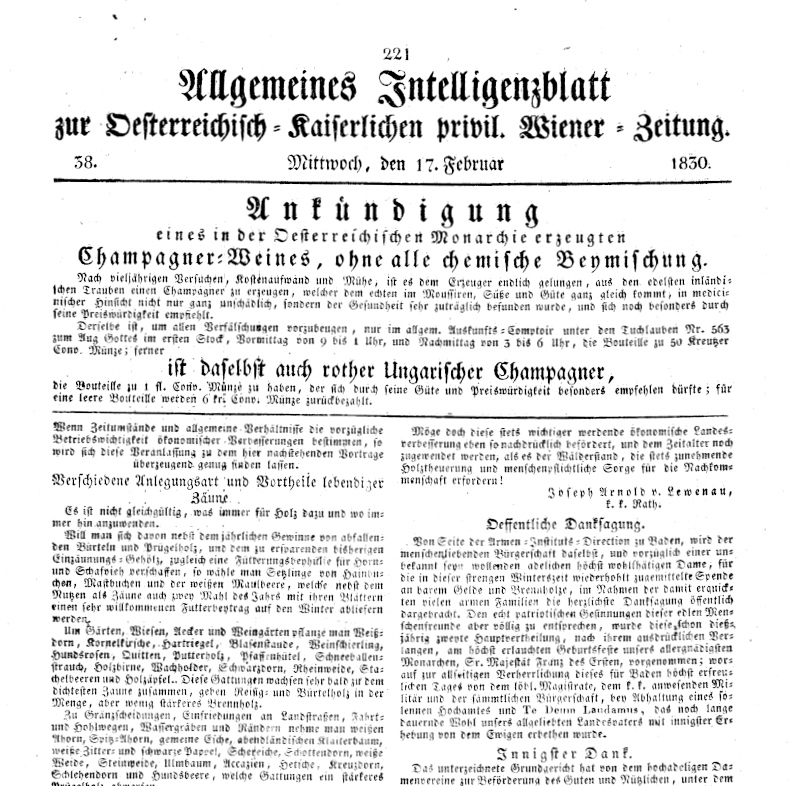
Allgemeines Intelligenzblatt zur Oesterreichisch-Kaiserlichen privil. Wiener-Zeitung, 17. Februar 1830

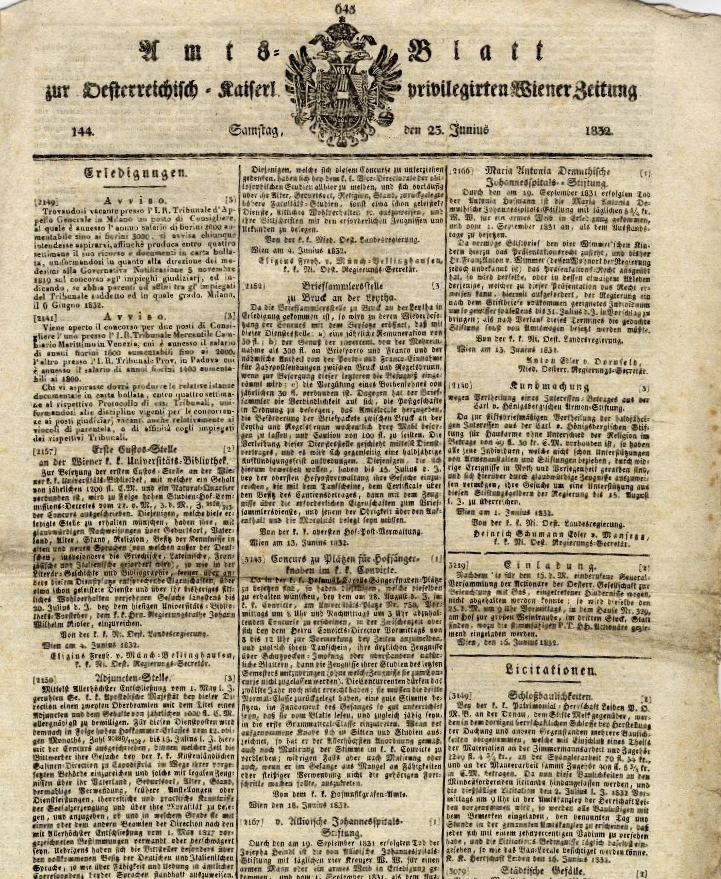
Amts-Blatt zur Oesterreichisch-Kaiserl. privilegierten Wiener Zeitung, 23. Juni 1832

  - 1. Jänner 1812 bis 31. Dezember 1866: Amtsblatt zur Wiener Zeitung
  - 1. Jänner 1867 bis 2. Februar 1906: Amtsblatt zur Wiener Zeitung und Central-Anzeiger für Handel und Gewerbe
  - 4. Februar 1906 bis 31. Dezember 1908: Amtsblatt zur Wiener Zeitung und Zentral-Anzeiger für Handel und Gewerbe
  - 1. Jänner 1909 bis 29. Februar 1940: Amtsblatt zur Wiener Zeitung und Zentralanzeiger für Handel und Gewerbe
  - 1945 bis 30. Juni 2023: Amtsblatt zur Wiener Zeitung
- Abendausgabe:
  - 21. März 1848 bis 31. März 1848: Wiener Zeitung / Abend-Blatt
  - 1. April 1848 bis 31. Dezember 1849: Abend-Beilage zur Wiener Zeitung (bis 30. Juli 1848 täglich, danach Mo–Sa, die Wiener Zeitung dagegen Di–So)
  - 1. Jänner 1850 bis 30. Juni 1863: Abendblatt der Wiener Zeitung
  - 1. Juli 1863 bis 31. Dezember 1921: Wiener Abendpost[89]
- 2. Jänner 1862 bis 31. Dezember 1862 und 1. Jänner 1865 bis 30. Dezember 1866: Oesterreichischer Central-Anzeiger für Handel und Gewerbe (Die darin vorkommenden Firmenregistrierungen standen ab 16. Juli 1863 wieder im Amtsblatt, ab 1867 war er mit dem Amtsblatt vereint)
- 8. Jänner 1930 bis 17. Mai 1938: Österreichisches Verwaltungsblatt
- 28. September 1933 bis 7. April 1938: Österreichische Woche
- 26. November 1933 bis 21. August 1938: Sonntagsbeilage der Wiener Zeitung
- Intelligenzblatt zur Wiener Zeitung
- Die Bühnen
- Wissenschaft / Wochenschrift:
  - Österreichische Blätter für Literatur und Kunst, Geschichte, Geographie, Statistik und Naturkunde
  - 1853 bis 1857: Österreichische Blätter für Literatur und Kunst
  - Österreichische Wochenschrift für Wissenschaft, Kunst und öffentliches Leben
  - Österreichische Wochenschrift für Wissenschaft und Kunst
  - Wiener Wochenschrift für Wissenschaft
  - Wochenschrift für Wissenschaft, Kunst und öffentliches Leben
- Erwachsenenbildung in Österreich
- Wiener Tagesbericht
- Österreich / Reichstag: Verhandlungen des Oesterreichischen Reichstages
- Österreich / Reichstag: Officielle stenographische Berichte über die Verhandlungen des Österr. Reichstages

### Regelmäßige Beilagen im 21. Jahrhundert
- Amtsblatt zur Wiener Zeitung – Darin fanden sich sowohl gesetzlich verpflichtende Bekanntmachungen und Verlautbarungen als auch weitere Informationen öffentlichen Interesses.[90]
- extra – Die wöchentlich erscheinende Samstags-Feuilletonbeilage wurde 1983 von Thomas Pluch gegründet. Die Beilage diente immer wieder auch freiberuflichen Autoren, darunter prominente Buchautoren, als Publikationsforum. Traditionell bot die „extra“-Beilage der Wiener Zeitung Platz für diverse Kolumnen, darunter eine langjährige Fotokolumne.[91]
- ProgrammPunkte – Die wöchentliche Donnerstagsbeilage der Wiener Zeitung beinhaltete das umfangreichste Radioprogramm Österreichs, einen detaillierten Überblick über Museen und Galerien und über Kirchenmusik sowie redaktionelle kulturelle Elemente, darunter eine Museumskolumne. Die langjährige Beilage wurde, angeblich aus Kostenspargründen, im Mai 2017 eingestellt.[92]
- WeinZeit – Alljährlich im Herbst gab die Wiener Zeitung traditionell eine Weinbeilage heraus, die bis 2013 unter dem Titel „Weinherbst“ herauskam[93] und ab 2014 als „WeinZeit“ erschien. Im Zusammenhang mit der „WeinZeit“-Beilage wurde im Jahr 2014 der jährliche Prämierungsbewerb „Wiener Zeitung-Weine“ ins Leben gerufen.[94]
- Wiener Journal – Im Jahr 1980 wurde das „Wiener Journal“ von Jörg Mauthe als eigenständige liberal-konservative Monatsschrift gegründet.[95] 2002 wurde es als Beilage für die Wiener Zeitung übernommen, erschien ab 2003 zunächst monatlich und ab 2004 wöchentlich, jeweils am Freitag. Die Beilage war stets thematisch ausgerichtet und beinhaltete einige Kolumnen.[96][97]
- Zeitreisen – Das Geschichtsfeuilleton der Wiener Zeitung, gegründet von Alfred Schiemer, wurde von diesem im Jahr 2000 entworfen und entwickelte sich im Lauf der Jahre von einer Viertelseite im Bereich des Tagblattes zu einer monatlichen Beilage mit acht Farbseiten im Format A3. Den „Zeitreisen“ diente als Fundament für ihre Themenauswahl das bis ins Jahr 1703 zurückreichende Archiv der Wiener Zeitung.[98] Die „Zeitreisen“-Beilage erschien jeden 1. Freitag im Monat.[99][100]

## Mitarbeiter der gedrucktenWiener Zeitung

### Chefredakteure
- 1782–1799: Conrad Dominik Bartsch
- 1799–1802: Josef Georg Wiedemann[101]
- 1802–1805: Johann Michael von Zimmerl[102]
- 1805: Johann Michael Armbruster, Josef von Hormayr
- 1811–1815: Conrad Dominik Bartsch
- 1817–1847 Joseph Carl Bernard
- 1848: Adolf Schmidl, Rudolf Eitelberger
- 1850–1865: Leopold Schweizer[102]
- 1865–1871: Ernst Maximilian von Teschenberg, Georg Seuffert[102]
- 1871–1872: Alois Gironcoli, Max Engel[102]
- 1872–1900: Friedrich Uhl
- 1900–1901: Oskar Teuber
- 1901–1909: Eugen Guglia
- 1909–1917: Emil Löbl
- 1917–1923: Friedrich Sträßle
- 1923–1925: Franz Zweybrück
- 1925–1933: Rudolf Holzer
- 1933–1938: Ferdinand Reiter
- 1938–1939: Lambert Haiböck
- 1945–1955: Ferdinand Reiter
- 1955–1971: Franz Stamprech
- 1972–1983: Rudolf Antoni
- 1983–2000: Heinz Fahnler
- 2000–2005: Peter Bochskanl
- 2005–2009: Andreas Unterberger
- 2009 – Oktober 2017: Reinhard Göweil[103]
- Oktober 2017 bis September 2018: interimistische Leitung durch die stellvertretenden Chefredakteure Walter Hämmerle und Thomas Seifert[104][105]
- Oktober 2018 bis Dezember 2022: Walter Hämmerle[106]
- Jänner 2023 bis Juni 2023: interimistische Leitung durch die stellvertretenden Chefredakteure Judith Belfkih und Thomas Seifert[107]

### Bekannte Redakteure und Autoren

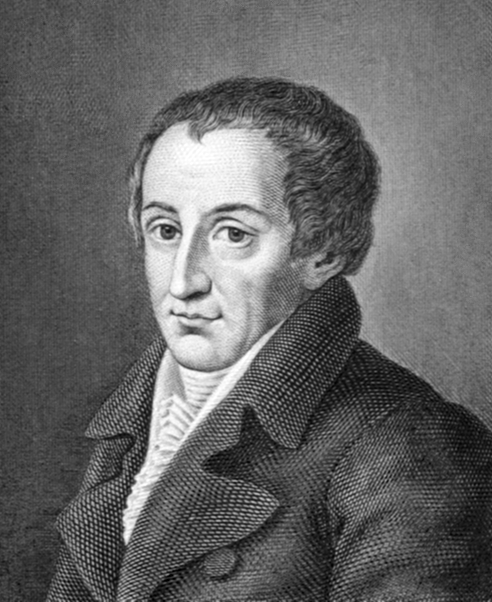
August von Kotzebue war einer der frühen Theaterkritiker der Wiener Zeitung

- Johann Michael Armbruster
- David Axmann
- Eduard von Bauernfeld
- Heiner Boberski
- Ignaz Franz Castelli
- Franz Theodor Csokor
- Jakob Julius David
- Armin Friedmann
- Georg Friesenbichler
- Florentine Galliny
- Franz Gräffer
- Albert Paris Gütersloh
- Joseph von Hammer-Purgstall
- Enrica von Handel-Mazzetti
- Eduard Hanslick
- Marlen Haushofer
- Friedrich Hebbel
- Robert Hirschfeld
- David Ignatius
- Gerald Jatzek
- August von Kotzebue
- Theodor Kramer
- Katharina Krawagna-Pfeifer
- Ernst Krenek
- Ferdinand Kürnberger
- Joseph Johann von Littrow
- Joseph Marx
- Christian Mayr
- Max Mell
- Peter Payer
- Hans Pemmer
- Alfons Petzold
- Andreas Pittler
- Thomas Pluch
- Otto Prechtler
- Edwin Rollett
- Otto Rommel
- Hugo Salus
- Hermann Schlösser
- Gerald Schmickl
- Karl Schönherr
- Paul von Schönthan
- Friedrich Schreyvogl
- Johann Gabriel Seidl
- Friedrich Simony
- Anton von Spaun
- Otto Stoessl
- Frida Strindberg
- Moritz von Stubenrauch
- Melita Sunjic
- Franz Carl Weidmann
- Paul Wertheimer

### Langjährige Kolumnisten

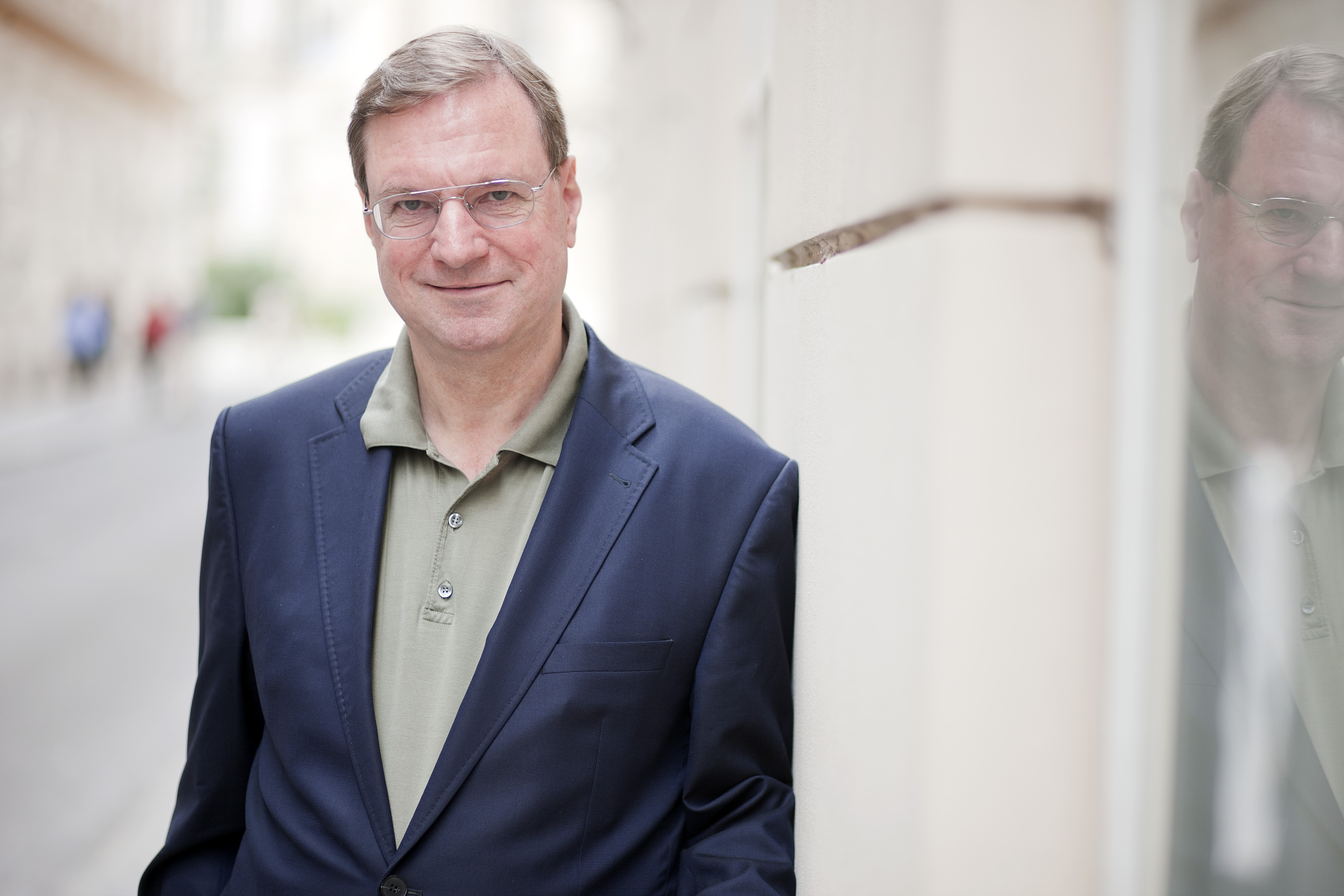
Robert Sedlaczek, Spezialist und vielfacher Sachbuchautor zu den Besonderheiten der österreichischen Sprache, war einer der langjährigen Kolumnisten der Wiener Zeitung

- Claudia Aigner (Denkfalten, Quer durch Galerien, Kunstsinnig)
- David Axmann (David Axmanns Panoptikum)
- Ilija Balinow und Heinz Herzog (Schach)
- Edwin Baumgartner (Theaterdonner)
- Matthias G. Bernold (Mit Fug und Recht sowie Kolumne in der Feuilleton-Beilage extra)
- Heiner Boberski (Frisch gestichelt)
- Peter Bochskanl (Das Wiener Journal Rätsel)
- Susanne Breuss (Kolumne in der Feuilleton-Beilage extra)
- Claudia Busser (Eingekehrt)
- Isolde Charim (Aus sicherer Entfernung)
- Monika Faber (Schwarz & Weiß)
- Ulrike Famira-Mühlberger (So eine Wirtschaft)
- Gerald Freihofner (Gerald Freihofners Fußnoten)
- René Freund (Diarium)
- Severin Groebner (Glossenhauer)
- Stefanie Holzer (Kolumne in der Feuilleton-Beilage extra)
- Waldemar Hummer (Fußnoten eines Europarechtlers)
- Christoph Irrgeher (Irrgänge, Ein Schall für zwei)
- Herbert Kaspar (Beim Wort genommen)
- Markus Kauffmann (Kauffmanns Laden)
- Monika Köppl-Turyna (So eine Wirtschaft)
- Freddie Kräftner (Medienbörse)
- Peter Krobath (Übrigens)
- Konrad Paul Liessmann (Liessmann)
- Christian Mayr (Abseits)
- Alexander Mayr-Harting (Wanderlust)
- Hans-Paul Nosko (Kolumne in der Feuilleton-Beilage extra)
- Harald Oberhofer (So eine Wirtschaft)
- Christian Ortner (Ortner am Samstag)
- Rotraud A. Perner (Perners Notizen, Beziehungsweise)
- Ernest G. Pichlbauer (Rezeptblock)
- Thomas Pluch (als Tomipan in der Rubrik Pan’s Dämonium)
- Irene Prugger (Kolumne in der Feuilleton-Beilage extra)
- Willy Puchner (Kolumne in der Feuilleton-Beilage extra)
- Mario Rausch (Kolumne in der Feuilleton-Beilage extra)
- Andreas Rauschal (schall & rauch)
- Christoph Rella (Abseits)
- Christian Rösner (Jazzignal, Soundsurfer)
- Joseph Remick (Daily News)
- Holger Rust (Herbarium)
- Stefan Schleicher (So eine Wirtschaft)
- Gerald Schmickl (als Geripan in der Rubrik Pan’s Dämonium)
- Werner Schneyder (Kolumne in der Wiener Zeitung)
- Harald Schume (Selbst & ständig)
- Robert Sedlaczek (Tarock, Sedlaczek am Mittwoch)
- Tamara Slavik (Abseits)
- Marcus Stadler (als Marcipan in der Rubrik Pan’s Dämonium)
- Christoph Wagner (als Schurlipan in der Rubrik Pan’s Dämonium)
- Engelbert Washietl (Rückantwort)
- Hilde Weiss (Sprachschätze)
- Herbert Weissenberger (Weissenbergers Wanderwege)
- Johann Werfring (Wiener Memorabilien, Museumsstücke, Weinjournal, Wienquiz)
- Andreas Wirthensohn (lyrik erlesen und eine weitere Kolumne in der Beilage extra)
- Franz Zauner (als Franzipan in der Rubrik Pan’s Dämonium)